# Van Halen
Van Halen és un grup de rock dur, originari dels Estats Units. Va ser anomenat així pel cognom dels fundadors de la banda Eddie Van Halen i Alex Van Halen l'any 1974, a Pasadena (Califòrnia). Després s'hi van unir el cantant David Lee Roth i el baixista Michael Anthony. Van Halen aconseguí la fama ràpidament amb el seu primer àlbum debut homònim el 1978 i és àmpliament considerat com una fita del rock. Aconseguí vendes als Estats Units superiors als 10 milions de còpies, sent qualificat a l'agost del 1996 com a disc de diamant, molta de la fama guanyada en els seus començaments es deu a l'habilitat d'Eddie Van Halen, considerat com un dels més influents i innovadors guitarristes de tots els temps. La banda ha tingut 3 vocalistes, David Lee Roth, Sammy Hagar i Gary Cherone i durant els anys 80 va tenir més hits a la revista Billboard que cap banda de Hard Rock o Heavy Metall.
Van editar 11 àlbums entre els anys 1978 al 1998. Van Halen es troba en el lloc número dinou de les bandes que més àlbums ha venut als Estats Units amb un total de 56 milions de còpies i 90 milions a nivell mundial. Van Halen també és una de les 5 bandes de rock a tenir 2 àlbums que han venut més de 10 milions de còpies als Estats Units. L'any 2007 van entrar al Rock and Roll Hall of Fame. Després d'haver estat nominats 3 vegades al premi grammy van guanyar-lo, pel seu àlbum “For Unlawful Carnal Knowledge”, que també els va donar el premi de l'American Music Awards.
L'any 2004 la banda va decidir fer un descans dels escenaris per l'allunyament del baixista Michael Anthony que va decidir retirar-se després de l'expulsió del cantant Sammy Hagar fins al 2006, quan Eddie va anunciar que el nou baixista seria el seu fill Wolfgang i després de diverses especulacions del retorn de la banda amb David Lee Roth, l'any 2007 la banda va tornar als escenaris en un tour amb Roth pels Estats Units que va continuar fins al 2008.

## Discografia

### Àlbums d'estudi
- Van Halen (1978).
- Van Halen II (1979).
- Women and Children First (1980)
- Fair Warning (1981).
- Diver Down (1982).
- 1984 (1984).
- 5150 (1986).
- OU812 (1988).
- For Unlawful Carnal Knowledge (1991).
- Balance (1995)
- Van Halen III (1998).
- A Different Kind of Truth (2012).

### Àlbums en directe
- Live: Right Here, Right Now (1993)

### Àlbums recopilatoris
- Best of Volume I (1996)
- The Best of Both Worlds (2004)